# Mompaní
Mompaní är en ort i Mexiko.   Den ligger i kommunen Querétaro och delstaten Querétaro Arteaga, i den centrala delen av landet, 200 km nordväst om huvudstaden Mexico City. Mompaní ligger 1 938 meter över havet och antalet invånare är 1 059.
Terrängen runt Mompaní är kuperad åt nordväst, men åt sydost är den platt. Runt Mompaní är det tätbefolkat, med 947 invånare per kvadratkilometer. Närmaste större samhälle är Santiago de Querétaro, 16,9 km sydost om Mompaní. Trakten runt Mompaní består i huvudsak av gräsmarker.